# Ystads tingsrätt
Ystads tingsrätt är en tingsrätt i Sverige, som har sitt säte i Ystad. Tingsrättens domkrets omfattar kommunerna Simrishamn, Sjöbo, Skurup, Svedala, Tomelilla, Trelleborg och Ystad. Tingsrätten med dess domkrets ingår i domkretsen för Hovrätten över Skåne och Blekinge.

## Heraldiskt vapen
Blasonering: "I med röda rosor bestrött fält av guld ett upprest, krönt blå lejon med röd krona och beväring samt däröver en röd ginstam belagd med en balansvåg av guld. Skölden krönt med kunglig krona."
Vapnet fastställdes år 2006 och utgörs av Ystads kommunvapen, kompletterad med balansvågen som en symbol för rättvisan.

## Administrativ historik
Vid tingsrättsreformen 1971 bildades denna tingsrätt i Ystad av häradsrätten för Ystads domsaga med oförändrad domkrets. Från 1971 ingick områdena för Ystads kommun, Skurups kommun och Sjöbo kommun samt Bjärsjölagårds kommun, Vollsjö kommun, Östra Färs kommun och Blentarps kommun, där Vollsjö, Blentarps och Östra Färs kommuner uppgick 1974 i Sjöbo kommun. Bjärsjölagårds kommun upplöstes 1974 då områdena Väderstad och Östraby fördes till Hörby kommun och Eslövs domsaga, övriga delar uppgick i Sjöbo kommun och kvarstod i denna domsaga.
Tingsrättens domsaga utökades den 26 november 2001 med Simrishamns domsaga (med Simrishamns och Tomelilla kommuner). Kansliort blev Ystad och inledningsmässigt bibehölls tingsplatsen i Simrishamn. 12 december 2005 tillfördes till domsagan Trelleborgs domsaga (med Trelleborgs och Svedala kommuner).

## Lagmän
- 1971-1977: Gunnar Engström
- 1977-1985: Sven Braun[3]
- 1985-2002: Bo Lenter
- 2002-2007: Claes Werdinius
- 2007-2008: Ralf G. Larsson
- 2009-2016: Thomas Johansson
- 2016-2021: Stefan Olsson
- 2021-2025: Fredrik Löndahl
- 2025-: Nicklas Söderberg